# Whitney Church
Whitney Marie Church (* 30. April 1993 in Fairfax, Virginia) ist eine US-amerikanische Fußballspielerin.

## Karriere

### Verein
Während ihres Studiums an der Pennsylvania State University lief Church von 2011 bis 2014 für das dortige Hochschulteam der Penn State Nittany Lions auf. Anfang 2015 wurde sie beim College-Draft der NWSL in der vierten Runde an Position 30 von den Spirit verpflichtet und gab ihr Ligadebüt am 10. April 2015 bei einer 0:2-Niederlage gegen die Houston Dash.

### Nationalmannschaft
Church wurde im Jahr 2009 mehrfach in das Aufgebot der US-amerikanischen U-17-Nationalmannschaft berufen.